# Karel Spinola
Blahoslavený Karel Spinola (1564 – 10. září 1622, Nagasaki) byl jezuitský kněz, misionář a mučedník upálený v Japonsku.

## Život Karla Spinoly

### Mládí
Narodil se v roce 1564 v Madridu, Janově nebo Praze. Jeho otec Ottavio Spinola pocházel z italského Janova, oženil se s českou šlechtičnou a působil na dvoře Rudolfa II. Většinu dětství však strávil Karel ve Španělsku.
Už v mládí zatoužil sloužit Bohu v Asii a zemřít pro Něj mučednickou smrtí. Tento zpočátku romantický sen jej však nikdy neopustil. Jeho rozhodnutí vstoupit do Tovaryšstva Ježíšova vyvolalo v rodině silné rozhořčení. On však zůstal neoblomný a obrátil se o pomoc ke svému strýci kardinálu Filipu Spinolovi.
„Míní-li Vaše Eminence, abych čekal, dokud nebude můj otec souhlasit, rád bych Vám řekl, že nepovažuji jeho svolení za nezbytné. Nikdy mým rozhodnutím neotřese, ať už dá souhlas či ne. A jestli jsem se v této záležitosti obrátil na Vaši Eminenci, pak se tak nestalo proto, že jsem myslil, že to musím udělat z úcty k Vám. Vždyť vlastně nepotřebuji žádné svolení. Nebude-li má prosba splněna, budu trvat na svém právu. Doufám, že kardinál svaté Matky církve neuplatní vliv své vysoké hodnosti, aby připravila jeho synovce o tak veliké štěstí. A jakým právem by mohla Vaše Eminence odepřít pomoc povolání mému, když jste poskytl pomoc a podporu tolika jiným v povolání jejich.“
Nakonec dal otec svolení, které si Karel tolik přál; roku 1584 vstoupil do noviciátu v Nole, kde žil a jako kardinál působil jeho strýc Filip Spinola. Vizionář, jezuitský kněz Bartoloměj Ricci mu tehdy údajně předpověděl smrt v Japonsku.
Již jako novic se hlásil do indické misie. Patřil k velké skupině „Indipatae“, která se hlásila u řádového generála dobrovolně do východoasijské misie. V této době napsal své Nabídnutí, v němž ke konci opět ozývá jeho touha po mučednictví:
„Naplň mé srdce duchovní útěchou, abych Tě neustále nacházel ve všech věcech, vždy a všude, a abych byl s Tebou konečně spojen v mučednictví.“
Působil v Lecce a Apulii a potom v Neapoli, kde v r. 1586 složil řeholní sliby. V Neapoli poznal sv. Aloise. Po studiích filosofie působil v Římě a v Miláně. Otec mu v r. 1592 v Praze zemřel. Po vysvěcení na kněze v r. 1594 zaznamenal první úspěchy jako kazatel v Cremoně. Tamější biskup z vděčnosti k Spinolovi otevřel v Cremoně novou jezuitskou kolej.

### Misie
V roce 1595 byl Karel určen do japonské misie. Jeho rodina opět vyvinula všechno úsilí, aby jeho odjezdu zabránila. Nakonec odplul z Janova do Barcelony, prošel Španělsko až do portugalského Lisabonu a 10. srpna 1596 vyplul s několika jezuity na cestu kolem Afriky. Stalo se něco nečekaného, v blízkosti mysu Dobré naděje se zlomilo kormidlo a vítr hnal koráb stále na západ. Lidé na lodi umírali a Spinola pomáhal nemocným. Loď se dostala až na pobřeží Brazílie. Po pětiměsíčním pobytu v městě Salvador loď opravili, avšak další cestu po moři zakončila 25. března 1597 bouře, v níž ztroskotala loď u San Juanu na Portoriku. Téměř půl roku zde Spinola šířil víru mezi domorodci. Koncem srpna opravená loď opět sloužila. 17. října 1597 byla však celá posádka zajata Angličany, kteří tehdy válčili proti Španělům. Spinola se dostal do Yarmouthu v Kanadě a odtud v lednu 1598 zpět do Lisabonu. Zde zažil epidemii moru, při níž účinně pomáhal nemocným.
V březnu 1599 odjel s přítelem do Indie. Přistáli v kolonii Goa, někdejším působišti sv. Františka Xaverského. V listopadu 1600 připluli do Macaa, portugalské kolonie na čínském pobřeží. Zde se Spinola v jezuitské koleji učil japonsky. Pokračoval po stopách Františka Xaverského a v květnu 1602 připlul do japonského Nagasaki. Zdokonaloval se v japonštině a po dvou letech studia působil dalších sedm let jako dozorce jezuitské koleje v Miako (dnešní Kjóto). Počátkem roku 1612 byl povolán do Nagasaki a stal se generálním vikářem misií a provinčním prokurátorem.

### Pronásledování, vězení, umučení
V roce 1614 vypuklo všeobecné pronásledování křesťanů. P. Spinola pracoval nadále v Nagasaki jako prokurátor a duchovní pastýř. V noci 14. září 1618 byl zatčen se svým průvodcem Fr. Ambrožem Fernandesem a po prvním výslechu v Nagasaki byl odveden spolu se dvěma dominikány a třemi japonskými křesťany do vězení v Suzuta (u Omury). Tušil, že jeho touha po mučednictví bude brzy naplněna. „Konečně jsem byl zatčen a jako lupič za velkého sběhu lidí vlečen ulicemi a uvržen do vězení. Teď tu žiji radostně a spokojeně, plný vděčnosti Pánu, který mi udělil takovou milost“. Podobná radost a hrdost nad tím, že se podobá svému trpícímu Spasiteli, naplňuje všechny jeho četné dopisy, které napsal ve vězení. Vždy se podepisoval Carolus incarceratus nebo Carolus pro Christo captus.
Celé čtyři roky musel se svými druhy snášet strádání ve vězení, jež se podle P. Porro rovnalo téměř živému mučednictví. Spinola však toto strádání považoval za přípravu na konečné dokonání.
„Není toho moc, co jsem vytrpěl, toužím po daleko větších útrapách. První rok mého noviciátu se blíží ke konci; protože však doufám, že budu v nebi připuštěn k profesi, chci vzít na sebe mnoho jiných těžkých zkoušek.“
V té době žádalo více japonských spoluvězňů, ponejvíce bývalí seminaristé a katechumeni, o přijetí do Tovaryšstva Ježíšova. S provinciálovým svolením jich mohlo sedm po skončení noviciátu ve vězení složit svaté sliby.
Do těsného vězení, jež nazval P. Spinola humorně „ptačí klecí“, bylo nacpáno nejprve sedmnáct, poté čtyřiadvacet a nakonec třiatřicet vězňů. Místnost byla tak úzká, že se zde nedalo v noci ani ležet, ani ve dne udělat nejmenší pohyb. Protože tam museli vykonávat své potřeby a nemohli se po celou dobu ani mýt, ani vyměnit šaty, byl tam neustále zápachem zamořený vzduch.
Přesto, že byli přísně střeženi, podařilo se křesťanům propašovat do vězení vše potřebné pro slavení mše svaté, takže denně mohl jeden z kněží přinést Nejvyšší Oběť. Zbytek dne byl na návrh P. Spinoly rozdělen pevným řádem na meditaci, recitováni malých denních hodinek a růžence, duchovní četbu, a po skromném jídle zpívané nešpory, zpytování svědomí atd. Tak se nejen čelilo mučivé nečinnosti, ale všeho času bylo využito pozitivně k náboženskému prohloubení a vnitřnímu pokroku.
28. srpna 1622 napsal P. Spinola provinciálovi list na rozloučenou:
„Včera vtrhli do našeho vězení soudní pohunkové s nepříčetnou zuřivostí. Na základě pověstí, jež pronikly k našemu sluchu, jsme se domnívali, že nás chtějí okamžitě usmrtit. Zatím však jen spočítali vězně a zapsali jejich jména“.
Dopis je podepsán Carlo, odsouzený pro jméno Ježíšovo k smrti. 9. září bylo dvacet pět vězňů převezeno do Nagasaki. Dorazili příštího dne a byli vyvedeni na „Svatou horu“, na totéž místo, kde zemřelo roku 1597 dvacet šest svatých mučedníků (Nishiaza, místo dnešní jezuitské rezidence). O hodinu později se dostavila skupina třiceti křesťanů z Nagasaki. Celkový počet mučedníků tak stoupl na padesát pět. Z toho bylo třicet popraveno a dvacet pět upáleno. P. Spinola se zhroutil v plamenech první a naplnil tak svůj život v pravém slova smyslu jako celopal (holocaustum) pro Krista. Jako poslední zemřel P. Šebestián Kimura. Byl jedním ze dvou japonských jezuitů, které vysvětil biskup Cergueira roku 1601 v Nagasaki jako první domorodé kněze. Pocházel z Hirado, kde byl roku 1550 jeho děd pokřtěn svatým Františkem Xaverským.
Ostatní jezuité, kteří zemřeli při tomto „Velkém mučednictví“, bylo oněch sedm Japonců, které přijal P. Spinola ve vězení do Tovaryšstva Ježíšova. Jmenovali se: Antonín Kijuni, Gonsalves Fuzai, Tomáš Akahaži, Pert Sampo, Michael Saito, Ludvík Karwara, Jan Yamaguchi. Všechny umučené včetně Karla Spinoly prohlásil papež bl. Pius IX. roku 1867 za blahoslavené.

## Zobrazení, atributy
Karel Spinola bývá zobrazován jako jezuita přivázaný ke kůlu na hořící hranici. Smrt upálením u kůlu na hořící hranici byla podle životopisců již od středověku pokládána za úděl mučedníků. Kůl představuje světovou osu, mučednictví apod. Hořící hranice je nástrojem umučení mnoha světců.

## Literární zpracování
Karlu Spinolovi a jezuitské misi v Japonsku věnoval Jaroslav Durych svůj čtyřdílný román Služebníci neužiteční (1. díl 1940, 4dílný komplet 1969 a 1996).